# Мальвинас Архентинас
«Мальвинас Архентинас» — футбольный стадион, расположенный в столице провинции Мендоса, Аргентина. Его вместимость составляет около 40 268 зрителей. Владельцем стадиона является правительство провинции.

## История
В 1978 году Аргентине нужно было построить стадионы для проведения Чемпионата мира в 1978. В 1976 было определено, что Мендоса будет одним из принимающих городов, но после осмотра стадионов местных клубов было решено, что будет удобнее построить новый стадион, расположенный недалеко от центра города, у подножия горы Серро-де-ла-Глория и с использованием особенностей рельефа бассейнов, расположенных на её склонах. Его проект предусматривал проведение новых и продвижение некоторых существующих дорог, строительство автостоянок, обеспечение доступа из парка генерала Сан-Мартина, строительство дополнительного поля (для тренировок), проведение новых линий электропередач, канализационных и водопроводных труб и других вспомогательных работ.
Строительство стадиона началось в 1976, а открытие состоялось 14 мая 1978 года матчем между сборными Мендосы и Сан-Рафаэля.
Спустя несколько недель начался чемпионат мира 1978, и Мендоса принял 3 матча группы D с участием сборных Перу, Шотландии, Нидерландов и Ирана, а также 3 матча второго раундв с участием сборных Бразилия, Перу и Польши.
Первоначальным названием стадиона было Estadio Ciudad de Mendoza (Стадион Мендосы), а своё нынешнее название он получил в честь Фолклендской войны в 1982 году за контроль над Фолклендскими островами, которые в Аргентине называются Мальвинскими.
Стадион используется для проведения различных культурных мероприятий с 1994. Он принимал Летние игры АФА, был домашним стадионом для «Архентинос Хуниорс», несмотря на то, что это клуб из Буэнос-Айреса. В 2001 он принимал матчи чемпионата Южной Америки среди молодёжных команд.
С 1994 года использовался клубом «Годой-Крус», игравшего в Национальном чемпионате B, втором эшелоне аргентинского футбола. Также на этом стадионе проводили свои матчи «Сан-Мартин» из Мендосы и «Индепендьенте» Ривадавия.
На этом стадионе прошел один из летних матчей Суперкласико между «Бока Хуниорс» и «Ривер Плейт».
В 2005 году стадион принимал чемпионат мира по регби среди молодёжи.
В 2007 году принимал товарищеский матч между сборными Аргентины и Чили.
После попадания в первый дивизион «Годой-Крус» стал проводить здесь свои домашние матчи, вместо собственного стадиона «Фелисиано Гамбарте».
В 2011 году «Годой-Крус» впервые в своей истории участвовал в Кубке Либертадорес и свои домашние матчи он проводил на стадионе «Архентинас Мальвинас», где он обыграл ЛДУ Кито и сыграл вничью с «Индепендьенте».

### Реконструкция
В апреле 2011 начались работы по реконструкции стадиона перед Кубком Америки, который должен был пройти в июле в Аргентине и на котором стадион должен был принять матчи турнира. В эти работы входила полная замена кресел, установка LED-экрана площадью 128 м² (самого большого в Южной Америке), реконструкция туалетов, ремонт крыши, лифтов стадиона и улучшение доступа к нему.
- Вид на стадион с горы Серра-де-ла-Глория.

## Чемпионат мира 1978
На «Мальвинас Архентинас» (тогда называвшемся «Сьюдад-де-Мендоса») были сыграны следующие игры:

### Первый раунд
| 3 июня 1978                             | \| Нидерланды \| 3:0 (1:0) \| Иран \| \| Ренсенбринк 40′ (пен.), 62′, 79′ (пен.) \| Голы \| \| | «Сьюдад-де-Мендоса», Мендоса Зрителей: 33 431 Судья: Альфонсо Гонсалес Арчундия |
| Нидерланды                              | 3:0 (1:0)                                                                                      | Иран                                                                            |
| Ренсенбринк 40′ (пен.), 62′, 79′ (пен.) | Голы                                                                                           |                                                                                 |

| 7 июня 1978 | \| Нидерланды \| 0:0 \| Перу \| | «Сьюдад-де-Мендоса», Мендоса Зрителей: 28 125 Судья: Адольф Прокоп |
| Нидерланды  | 0:0                             | Перу                                                               |

| 11 июня 1978                          | \| Шотландия \| 3:2 (1:1) \| Нидерланды \| \| Далглиш 44′ · Геммилл 47′ (пен.), 68′ \| Голы \| Ренсенбринк 34′ · Реп 71′ \| | «Сьюдад-де-Мендоса», Мендоса Зрителей: 35 130 Судья: Эрих Линемайр |
| Шотландия                             | 3:2 (1:1) | Нидерланды                                                         |
| Далглиш 44′ · Геммилл 47′ (пен.), 68′ | Голы | Ренсенбринк 34′ · Реп 71′                                          |

### Второй раунд
| 14 июня 1978                      | \| Бразилия \| 3:0 (2:0) \| Перу \| \| Дирсеу 15′, 28′ · Зико 73′ (пен.) \| Голы \| \| | «Сьюдад-де-Мендоса», Мендоса Зрителей: 31 278 Судья: Николае Раиня |
| Бразилия                          | 3:0 (2:0)                                                                              | Перу                                                               |
| Дирсеу 15′, 28′ · Зико 73′ (пен.) | Голы                                                                                   |                                                                    |

| 18 июня 1978 | \| Польша \| 1:0 (0:0) \| Перу \| \| Шармах 65′ \| Голы \| \| | «Сьюдад-де-Мендоса», Мендоса Зрителей: 35 288 Судья: Патрик Партридж |
| Польша       | 1:0 (0:0)                                                     | Перу                                                                 |
| Шармах 65′   | Голы                                                          |                                                                      |

| 21 июня 1978                      | \| Бразилия \| 3:1 \| Польша \| \| Нелиньо 12′ · Роберто Динамит 57′ \| Голы \| Лято 45′ \| | «Сьюдад-де-Мендоса», Мендоса Зрителей: 39 586 Судья: Хуан Сильваньо Каванно |
| Бразилия                          | 3:1                                                                                         | Польша                                                                      |
| Нелиньо 12′ · Роберто Динамит 57′ | Голы                                                                                        | Лято 45′                                                                    |

## Кубок Америки 2011
«Мальвинас Архентинас» принял 4 матча Кубка Америки 2011 с 8 по 20 июля: три матча группы C и полуфинал.

### Первый раунд
| 8 июля 2011    | \| Уругвай } \| 1:1 (0:0) Отчёт (недоступная ссылка) \| Чили \| \| А. Перейра 53′ \| Голы \| Санчес 64′ \| | «Мальвинас Архентинас», Мендоса Судья: Карлос Амарилья |
| Уругвай }      | 1:1 (0:0) Отчёт (недоступная ссылка)                                                                       | Чили                                                   |
| А. Перейра 53′ | Голы | Санчес 64′                                             |

| 8 июля 2011 | \| Перу \| 1:0 (0:0) Отчёт (недоступная ссылка) \| Мексика \| \| Герреро 82′ \| Голы \| \| | «Мальвинас Архентинас», Мендоса Судья: Серхио Пеццотта |
| Перу        | 1:0 (0:0) Отчёт (недоступная ссылка)                                                       | Мексика                                                |
| Герреро 82′ | Голы                                                                                       |                                                        |

| 12 июля 2011          | \| Чили \| 1:0 (0:0) Отчёт (недоступная ссылка) \| Перу \| \| Каррильо 90+2′ (авт.) \| Голы \| \| | «Мальвинас Архентинас», Мендоса Судья: Салвио Фагундес |
| Чили                  | 1:0 (0:0) Отчёт (недоступная ссылка)                                                              | Перу                                                   |
| Каррильо 90+2′ (авт.) | Голы                                                                                              |                                                        |

### Полуфинал
| 20 июля 2011                                    | \| Парагвай \| 0:0 (0:0) п. 5:3 Отчёт (недоступная ссылка) \| Венесуэла \| \| Ортигоса · Барриос · Риверос · Мартинес · Верон \| Пенальти \| Мальдонадо · Рей · Лусена · Федор \| | «Мальвинас Архентинас», Мендоса Зрителей: 15 00 Судья: Франсиско Чакон |
| Парагвай                                        | 0:0 (0:0) п. 5:3 Отчёт (недоступная ссылка) | Венесуэла                                                              |
| Ортигоса · Барриос · Риверос · Мартинес · Верон | Пенальти | Мальдонадо · Рей · Лусена · Федор                                      |

## Отборочные матчи чемпионата мира 2014
| 12 октября 2012             | \| Аргентина \| 3:0 (0:0) Отчёт \| Уругвай \| \| Месси 65′, 80′ · Агуэро 75′ \| Голы \| \| | «Мальвинас Архентинас», Мендоса Зрителей: 40.000 Судья: Леандро Вуаден |
| Аргентина                   | 3:0 (0:0) Отчёт                                                                            | Уругвай                                                                |
| Месси 65′, 80′ · Агуэро 75′ | Голы                                                                                       |                                                                        |